# Consejo de la Abogacía de Castilla-La Mancha
El Consejo de la Abogacía de Castilla-La Mancha es una corporación de derecho público, de ámbito autonómico, cuya misión fundamental consiste en representar a los abogados de la comunidad autónoma de Castilla-La Mancha. Tiene su sede en la ciudad de Albacete.

## Historia
El Consejo de la Abogacía de Castilla-La Mancha nació el 15 de junio de 1991. Albacete fue la ciudad elegida para albergar dicho órgano por ser la sede del Tribunal Superior de Justicia de Castilla-La Mancha, máximo órgano judicial de la comunidad autónoma. Desde su nacimiento, el Consejo ha organizado importantes eventos como el Congreso de la Abogacía de Castilla-La Mancha o las Jornadas de Consejos Autonómicos. El Gobierno de Castilla-La Mancha colabora con el Consejo de la Abogacía para que las mujeres maltratadas dispongan de asistencia jurídica gratuita las 24 horas del día.

## Composición
El Consejo de la Abogacía de Castilla-La Mancha está integrado por los Colegios de Abogados de Castilla-La Mancha:
- Ilustre Colegio de la Abogacía de Albacete
- Ilustre Colegio de Abogados de Ciudad Real
- Ilustre Colegio de Abogados de Cuenca
- Ilustre Colegio de Abogados de Guadalajara
- Ilustre Colegio de Abogados de Talavera de la Reina
- Ilustre Colegio de Abogados de Toledo

El Consejo está compuesto por 21 consejeros: 4 por cada uno de los Colegios de Albacete, Ciudad Real y Toledo, y 3 de los de Cuenca, Guadalajara y Talavera de la Reina.

## Elecciones

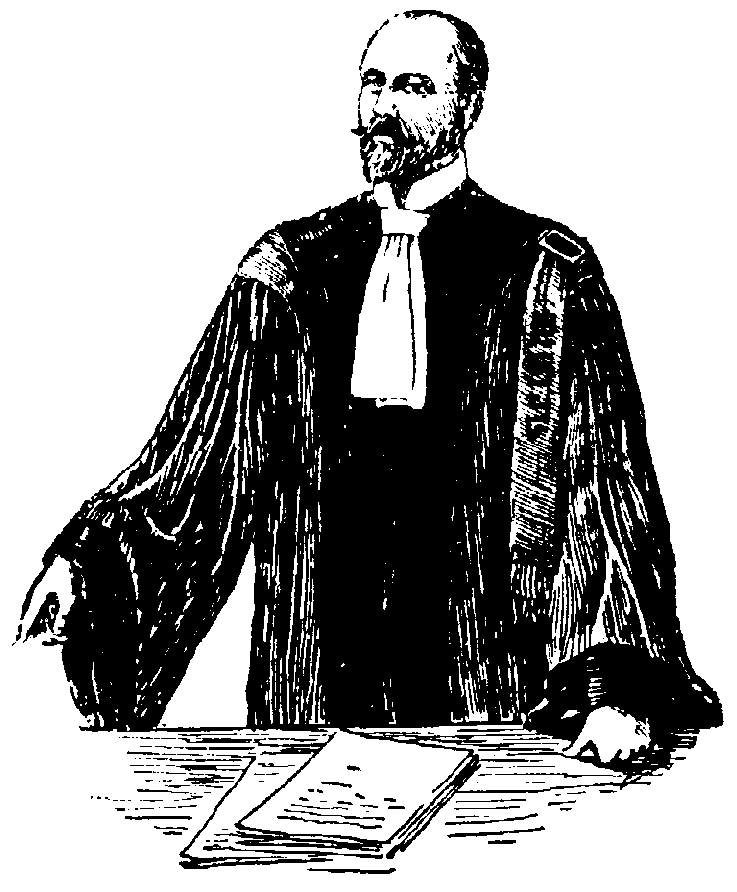
El Consejo de la Abogacía de Castilla-La Mancha estaba integrado en 2010 por 3000 abogados.

El pleno del Consejo de la Abogacía de Castilla-La Mancha celebrado el 10 de abril de 2021 eligió como presidente de la institución al decano del Ilustre Colegio de la Abogacía de Albacete Albino Escribano Molina.
La siguiente tabla muestra las elecciones celebradas en el Consejo hasta la actualidad y el presidente elegido en cada una de ellas:
| Elecciones              | Presidente                  |
| ----------------------- | --------------------------- |
| 11 de julio de 1992     | Federico Castejón Sánchez   |
| 6 de julio de 1996      | Ricardo Fábrega Bellver     |
| 30 de enero de 1999     | Rafael Ángel Monge Ruíz     |
| 8 de julio de 2000      | Ramón Bello Bañón           |
| 29 de marzo de 2003     | Jose Luis Vallejo Fernández |
| 17 de julio de 2004     | Jose Luis Vallejo Fernández |
| 6 de septiembre de 2008 | Jose Luis Vallejo Fernández |
| 20 de enero de 2017     | Margarita Cerro González    |